# Italiaanse kranten
Italiaanse kranten zijn kranten in het Italiaans en/of uit Italië.
De voornaamste perscentra zijn Rome, Milaan en Turijn. ANSA is het algemeen persbureau van Italië. De meeste dagbladen worden financieel gesteund door bedrijven, politieke partijen of banken. Door een koppeling met politici kunnen kranten overheidssubsidie verkrijgen. De meeste kranten verkrijgen dit en kunnen alleen daarom voortbestaan.

## Belangrijkste kranten
De belangrijkste Italiaanse kranten zijn: La Repubblica (oplage 710.000), Corriere della Sera (780.000) en La Stampa (418.000). De belangrijkste linkse kranten zijn L'Unità en Il manifesto. Il Giornale (292.000, eigendom van Berlusconi) behoort tot de rechts gekleurde kranten, evenals Libero (224.000) en Il Foglio (20.000).
Er zijn veel grote regionale dagbladen; het meest gezaghebbende blad in Rome is Il Tempo (76.000) naast Il Messaggero (295.000), in Toscane en Umbrië de Florentijnse krant La Nazione (176.500), in Emilia-Romagna en de Marche het Bolognese blad il Resto del Carlino (206.000). Il Sole 24 Ore (405.000) is de belangrijkste Italiaanse zakenkrant. De zogenaamde Terza pagina oftewel de culturele pagina, vormde tot voor kort een belangrijk onderdeel van de Italiaanse kranten. De meest gelezen en bekende, roze sportkrant van Italië is La Gazzetta dello Sport (513.000). Een andere grote sportkrant is Tuttosport (114.000). Italië kent vier grote gratis dagbladen die op landelijke schaal verspreid worden. Dit zijn Metro Italy (850.000), Leggo (2.100.000), City (747.000) en La Stampa Sera (200.000). Het Italiaanse instituut Eurisko heeft in februari 2005 een verslag uitgebracht over de free press in Italië.

## Geschiedenis
De Italiaanse kranten hebben een grote verandering doorgemaakt. De historie valt in enkele periodes onder te verdelen: 
- de loden jaren vanaf 1971 tot 1981,
- de jaren 80,
- het tweepolige monopolie in de jaren 90.

Complexiteit en sociale verscheidenheid staan aan de basis van zowel de veranderingen in de journalistiek, als in de politieke sfeer. Men moest de krant en de civiele functie herzien, waardoor een model is ontstaan dat afwijkt van de andere westerse modellen.
De overheid had een monopolie op de informatie via radio en televisie, en de journalistiek bestond vooral uit kranten en weekbladen. In 1975 was het erg slecht gesteld met de kranten: het bleef steken op 4,5 miljoen drukken. Vijfentwintig jaar geleden vormden de media een bijna onbelangrijke economische sector; de sector stond zeer laag, zeker in vergelijking met andere westerse landen. Dit veranderde drastisch, wat te danken is aan drie zaken: Eugenio Scalfari van de krant La Repubblica; Silvio Berlusconi, meer met zijn reclamemarkt dan met zijn televisie; en de recente digitale verandering. Maar deze grote punten zouden nooit hebben kunnen plaatsvinden, als de Italiaanse maatschappij ook niet radicaal veranderd was. De verandering komt onder andere tot uiting in de reclame-investeringen: van 881,5 miljard in 1979, stegen ze naar 7.852 in 1990. Er ontstond een commerciële stortvloed die vanaf de komst van de televisie, vanaf de jaren tachtig, de hele mondiale media heeft beïnvloed. Ook de beursnotering tussen 2000 en 2001 en de komst van bijvoorbeeld de cd-rom hebben bijgedragen aan de verandering binnen kranten. Het laatstgenoemde heeft de kranten in staat gesteld de inhoud in functie te stellen van technologische ondersteuning en de kanalen van verspreiding.
Verscheidenheid en uitbreiding van de uitgevers hebben plaatsgemaakt voor nieuwe onderwerpen. Marco Bigelli bijvoorbeeld, zet Borse.it op in 2000, en trekt veel gebruikers omdat hij beursindexen, analyses en leeshulpmiddelen gratis aanbiedt, in tegenstelling tot alle andere aanbieders. Borse.it haalt haar inkomsten uit de reclame. Het snelle veranderen van de financiële doelen is nu een zaak van de uitgevers en de journalistieke industrie.

### Jaren zeventig
Er vindt een crisis plaats in de jaren zeventig, die wordt veroorzaakt door:
- de wisseling tussen publieke subsidies en privégunsten,
- een systeem van postverspreiding dat een einde heeft gemaakt aan de ontwikkeling van de abonnees,
- de journalistieke weerstand tegen de invoering van de elektronische technologieën.

Italiaanse journalisten hebben nooit een zekere professionele autonomie weten te ontwikkelen, tot aan het begin van de jaren ’80. Bovendien waren uitgeverijen en redacties voor lange tijd afhankelijk van de politieke wereld. Het was het seizoen van de kranten die gebruikt werden als handelsgoederen tussen economie en politiek.
Veertig jaar lang bestond er een politiek genre: de pastone (uitgevonden door de journalist Enrico Mattei), een krant die niet meer onderdrukt werd door de fascistische censuur en maar uit één blad bestond. Hierdoor vereiste deze krantvorm grote voorkennis van de kant van de lezers. Deze periode wordt gekenmerkt door een aantal zaken. De journalistiek betoogde lange tijd consumptie en productie van de elite te zijn; de desinteresse van de uitgevers om de markt te vergroten en van de kranten producten te maken die in staat waren te verkopen; en ten slotte de incompetentie van de journalisten om een taalgebruik, de thema’s en de formaten te verzinnen om bij een breder publiek aan te sluiten.
De tien jaar die voorafgaan aan de wet 416 van 1981, worden de loden jaren genoemd. Zo is er de strategie van de spanning, en begint de beweging van democratische journalisten. Ook komt Indro Montanelli met zijn Giornale, de eerste vorm van zeer rechtse journalistiek. De strijd voor de wet op de uitgeverijen wordt voornamelijk gevoerd door de “Federazione della Stampa” die de journalistieke informatie tot een instrument wil maken voor democratische participatie.
De groepen L'Espresso-Repubblica en Mondadori, verbinden zich in december 1989, en vormen op deze manier de grootste Italiaanse multimediale concentratie. Scalfari, De Benedetti en Caracciolo moeten hun toevlucht zoeken tot een politieke bemiddeling om de controle over hun groep te behouden. De manier om journalistiek te voeren en de kranten zijn compleet veranderd.

### Jaren tachtig
In de jaren ’80 zijn de Italiaanse media er volgens Censis in geslaagd goed te voorzien in de vraag naar informatie. De uitgevers hoeven niet langer de hele krant te laten bestaan uit traditionele onderwerpen, maar er komen nieuwe katernen als binnen- en buitenland, sport, spektakel en speciale katernen, waardoor het aanbod aan lokale en regionale informatie kan toenemen.
De ontwikkeling, de vorming, de kwaliteit en de mensen die bij een uitgeverij werken, komen op de tweede plaats. Op de eerste plaats staan de marketing instrumenten om het aantal drukken en de reclame-inkomsten te doen toenemen. De krant is opgehouden een exclusief handelsinstrument tussen machten te zijn, en is een industrieel product geworden. Volgens Piero Ostellino, directeur van Corriere della Sera, is de Italiaanse journalistiek, net als de populaire Engelse of Duitse kranten, market-oriented: men verkoopt berichten als producten.
Ondanks de verandering, waren er ook elementen van continuïteit. De uitgeversmarkt en de verspreiding van de drukken blijven eng en de inrichtingen van de uitgeverseigendommen blijven onveranderd, evenals de verschillen (in het aantal lezers) tussen Noord en Zuid. Bovendien houdt het wettelijke kader zich nog steeds niet bezig met de onevenredigheid in het binnenhalen van reclame(inkomsten) tussen pers en televisie. Ook blijkt dat de uitgeversondernemingen bijna alle uitbreidingen blokkeren, en nieuwe projecten bevriezen. Toen Mediaset, Mondadori, Espresso en Seat in 2000 op de beurs genoteerd stonden en zich hadden uitgebreid in de digitale services, heeft de meest radicale verandering plaatsgevonden.

### Jaren negentig
Multimedialiteit en oligopolie zijn de kernwoorden van het systeem in de jaren ’90. De Italiaanse kranten zijn ondergeschikt aan een enorme druk van de snelle ontwikkelingen van de liberalisering van de televisie: het publiek wordt het centrum van het proces, niet langer de ontvanger van het product. Rai en Fininvest (later Mediaset), hebben het absolute monopolie, eerst op de reclame-inkomsten en later op de inhoud, kort gezegd, op de ontwikkelingsvormen van het hele systeem van de media. Het is een duopolie. Het verband tussen politiek en informatie via televisie komt naar voren in de controle van de partijen op de overheid, in het verbond van de PSI van Bettino Craxi met het opkomende particuliere centrum, en ten slotte in de spectaculaire omkering wanneer de televisie de politiek gaat overheersen. De duopolie heeft een enkele vorm van televisie bevestigd en daarmee gebruikgemaakt van de economische vormen van het mediasysteem in Italië. Op deze manier heeft het monopolie ervoor gezorgd dat de reclame-inkomsten massaal zijn geworden.
De journalistiek heeft objectiviteit als professionele formule ingevoerd, en is daarmee anders dan andere vertelvormen. Objectiviteit vormt slechts een deel van het verhaal dat vorm moet geven aan de feiten van de wereld waarin ze zijn voorgekomen.
De grote verandering, die door La Repubblica op gang, en door Stampa en Corriere della Sera door is gezet, is er een van het creëren van een vertelzone, om de dagelijkse rubriek heen. Franco Rositi beschrijft in 1978 de procedure van fragmentatie en de nevenschikking van de Italiaanse sociale realiteit, die door de media werd gepresenteerd. Maar deze fragmentatie kwam voor in een land dat in volle economische en sociale ontwikkeling was, waardoor de levensstijl, het toebehoren aan een klasse en de consumptiegewoonten drastisch veranderden. La Repubblica is voor het eerst in staat een identificatie tussen de lezer en de krantenkoppen teweeg te brengen. Zo wordt, ook voor andere grote kranten, het verhaal een thematisch instrument, en worden de fragmentatie en nevenschikking aan de kant gezet.
Tegenwoordig biedt de krant zich aan de lezer aan als een instrument van registratie en als een verhaal van de wereld, maar vooral als een middel om de veranderlijke kern van de dagelijkse realiteit aan het licht te brengen. Vroeger lazen de mensen van goede afkomst boeken, nu leest men de krant. Het systeem van informatie is erin geslaagd, een onderscheidend politiek en cultureel aanbod te geven. Bovendien berust het op een marketingstrategie,
die rekening houdt met gewoontes, houdingen tegenover innovatie en geografische ordening.

## Lijst van huidige Italiaanse kranten

### Noord-Italië
- Il Gazzettino
- Il Piccolo (Trieste)
- Il Corriere di Como
- Il Mattino (Padova)
- L'arena
- Vivimilano
- Il Messaggero Veneto
- Brescia Oggi
- La Nuova Venezia
- Il Gazzettino
- La Tribuna (Treviso)
- L'Alto Adige
- Settegiorni (Milano nord)
- Il Domani (Bologna)
- La Padania
- La Provincia Pavese
- Il Giornale (il Piemonte (To))
- L'Adige (Trento)
- Il Giornale (Vicenza)
- Giornale (Brescia)
- Metro Milano
- Corriere Romagna
- Gazzetta di Parma
- Vita Trentina
- Corriere delle Alpi
- La Provincia (Como)
- La Provincia di Cremona
- L'Eco (Bergamo)
- Il Friuli
- L'Eco di Bergamo
- Il Quotidiano del Friuli
- Libertà (Piacenza)
- La Provincia di Sondrio
- Il Cittadino (Lodi)
- La Provincia Pavese (Pavia)
- La Tribuna di Treviso
- La Provincia di Lecco

### Centraal Italië
- Firenze Emmegi
- Il Tirreno
- Metro (Roma)
- Nuovo Molise Oggi
- Linea
- Il Quotidiano del Molise
- Il Centro
- La Voce di Rimini
- Corriere dell'Umbria
- La Voce di Cesena e Forlì
- L'Attenzione (Firenze)
- Il Vernacoliere (Livorno)
- Chiamami città (Rimini)
- La Gazzetta di Foligno
- Centernews
- La Piazza di Latina

### Zuid-Italië
- La Gazzetta del Mezzogiorno
- Il Mattino (Napoli)
- Gazzetta del Sud
- il Golfo (Napoli)
- La Città (Salerno)
- Il Denaro (Napoli)
- La Costiera Amalfitana (Sa)
- Lucera Oggi
- Manfredonia Oggi
- Taranto Sera
- La Voce della Campania
- Cronache del Mezzogiorno
- Barisera (Bari)
- Il Quotidiano della calabria
- Il Giornale di Calabria
- Il Campanile (San Severo)
- Il Domani della Calabria (CT)
- Il Quotidiano di Foggia
- Il Sannio Quotidiano (Benevento)
- Gazzetta di Reggio
- Giornale di Calabria
- La Notizia (Lecce)
- La Provincia Cosentina
- Corriere di Caserta
- Il quotidiano di Catanzaro
- Liberamente (Taranto)
- Corriere del giorno (Taranto)
- Fermento (Amalfi)

### Italiaanse Eilanden
- La Sicilia
- Il Giornale di Sicilia
- La Nuova Sardegna
- L'Unione Sarda
- Il Quotidiano di Sassari

### Nationale kranten
- Corriere della Sera
- Il Messaggero OnLine
- La Repubblica
- La Stampa
- Avvenire su Internet
- L'Osservatore Romano
- Il Tempo
- Il Secolo XIX
- Il Mattino
- Milano Finanza
- Sole 24 Ore
- La Gazzetta dello Sport
- Corriere dello sport - Stadio
- Wall Street Italia
- Italia Oggi
- Gazzetta del Sud
- La Gazzetta del Mezzogiorno
- La Nazione
- il Resto del Carlino
- Il Giorno
- La Buvette
- Il Manifesto
- Il Foglio
- L'Indipendente
- L'Unità

### Sportkrant
- La Gazzetta dello Sport
- Gazzetta dello Sport Magazine
- La Gazzetta dello Sportivo
- Settimana Sport
- Teknosport
- Ve. Sport

### Economische krant
- Italia Oggi
- Milano Finanza
- Il Sole 24 Ore
- TuttaFinanza.it
- Finanza Facile online krant
- Giornale. net
- GenteMoney
- Class
- Borsa & Finanza
- Affari & Finanza
- Il Mondo
- Altroconsumo
- Fisco & Società
- Mondo Agricolo
- Corriere Economia
- Lavoro e previdenza oggi
- Corriere Lavoro
- Bloomberg Investimenti
- Corriere Soldi
- Il Fisco
- Il Denaro
- Uomini&Business
- SoloCase
- Diritto e Pratica Tributaria
- Assicura
- Millionaire
- Bollettino del lavoro
- Azienda banca
- Business
- Anteprima Magazine Business